# Paralimnophora antipoda
Paralimnophora antipoda är en tvåvingeart som beskrevs av Harrison 1955. Paralimnophora antipoda ingår i släktet Paralimnophora och familjen husflugor. Inga underarter finns listade i Catalogue of Life.